# Pere Parés i Rosés
Pere Parés i Rosés (el Masnou, Maresme, 1962) és un polític català, alcalde del Masnou de 2011 a 2015.
Gerent de crèdits d'una empresa farmacèutica, amb formació superior en Ciències Empresarials. Va ser fundador de la Joventut Nacionalista de Catalunya al Masnou i membre actiu de l'Associació Catalana de Municipis.
Vinculat al partit de Convergència i Unió (CiU), fou regidor d'Ensenyament i Joventut durant una part del mandat 1987-1991 en substitució d'un company. Més tard, durant els mandats 2003-2007 i 2007-2011 fou regidor a l'oposició. Es va presentar com a cap de llista de la candidatura de CiU en els comicis electoral de 2007, 2011 i 2015. Va guanyar les eleccions de 2011 i fou elegit alcalde del Masnou formant govern en coalició amb Esquerra Republicana de Catalunya-Acord pel Masnou.
Durant el seu mandat va fer front a la crisi econòmica. Va posar en marxa el servei de borsa d'habitatge social i lluitar contra l'atur i l'exclusió social. Va remodelar Ca n'Humet, va executar les obres de la Casa del Marquès, d'ampliació de la deixalleria i part del projecte del parc de Vallmora, i també van començar les obres del segon pavelló d'esports. També es va rehabilitar la Casa de Cultura i va crear l'oficina de turisme i itineraris culturals. Al Museu de Nàutica, va inaugurar l'espai d'art cinètic Jordi Pericot.
A les eleccions municipals de 2015 va perdre suport electoral i va decidir renunciar a l'acta de regidor i retirar-se de la política.